# СДЮШОР «Крижинка»
ДЮСШ «Крижинка» — спеціалізація — хокей із шайбою, була відкрита та зареєстрована 17 грудня 1971 року, є першою хокейною школою в Україні.
З 12.01.2012 року змінено найменування на «Дитячо-юнацька спортивна школа «Крижинка».  
ДЮСШ «Крижинка» є державним комунальним позашкільним закладом підпорядкованим Департаменту молоді та спорту Київської міської державної адміністрації.
На цей час в ДЮСШ «Крижинка» працює 19 тренерів-викладачів в серед яких є майстри спорту міжнародного класу, майстри спорту, фахівці з досвідом, які працюють в кращих традиціях світового хокею. В ДЮСШ Крижинка наразі 11 вікових груп в котрих займається більше 260 вихованців
Хокейна школа «Крижинка» давно стала відома в усьому світі, дякуючи успішним виступам в міжнародних турнірах Європи, Канади та США. 
Дуже багато відомих хокеїстів світового рівня робили перші кроки в хокейній школі «Крижинка»: Христич Д., Годинюк О., Шахрайчук В., Найда А., Юрченко І., Савицький О., Олецький В., Бабій С., Андрющенко М., Нікулін І., Нікулін О., Лепеха В., Хоменко А., Климентьєв С., Посметьєв О., Яковлев Ю., Попов Є..  
Багато вихованців ДЮСШ «Крижинка» є кандидатами збірних команд України всіх вікових категорій.
Наразі групи ДЮСШ «Крижинка» беруть участь у Молодіжній хокейній Лізі, Чемпіонаті України в різних вікових групах та Всеукраїнських змаганнях, Міжнародному турнірі Карпатська Молодіжна ліга, та різноманітних міжнародних турнірах. У 2019 році стала найкращою хокейною школою в Україні.
ДЮСШ «Крижинка» та її професійний колектив більше п’ятдесяти років робить велику справу по вихованню та розвитку здорового, успішного молодого покоління, прищеплюють школярам з дитинства вміння організуватись, зосередитись на корисних захопленнях, розвивати в собі цілеспрямованість, прагнення бути сильними, впевненими в своїх силах та можливостях.

## Розташування
- вул. Велика Васильківська 55а (1971 — 2011 рр.)
- вул. Міста Шалетт 6 (з 2011 року)

## Галерея

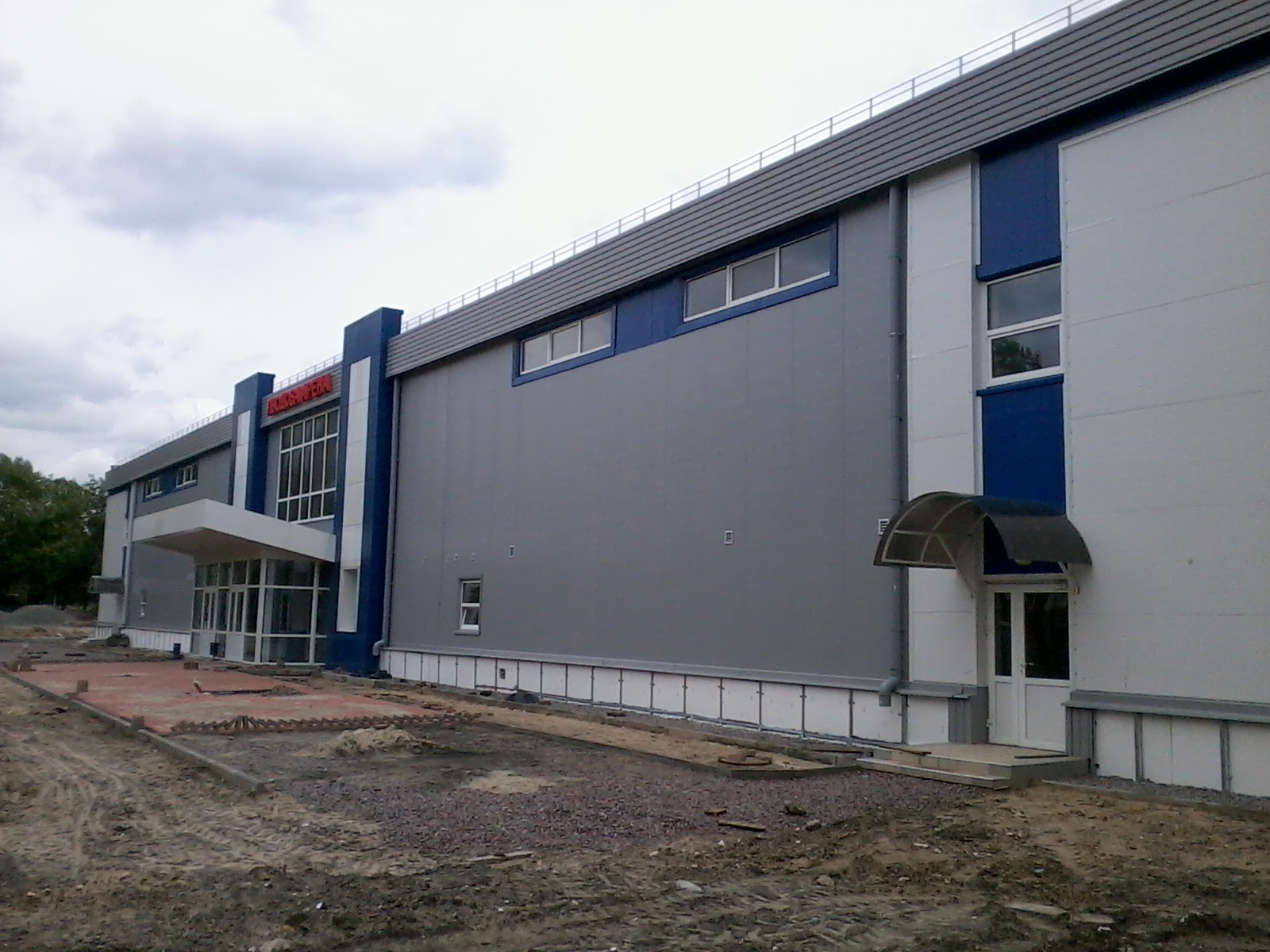
Льодова ковзанка на фінальній стадії будівництва
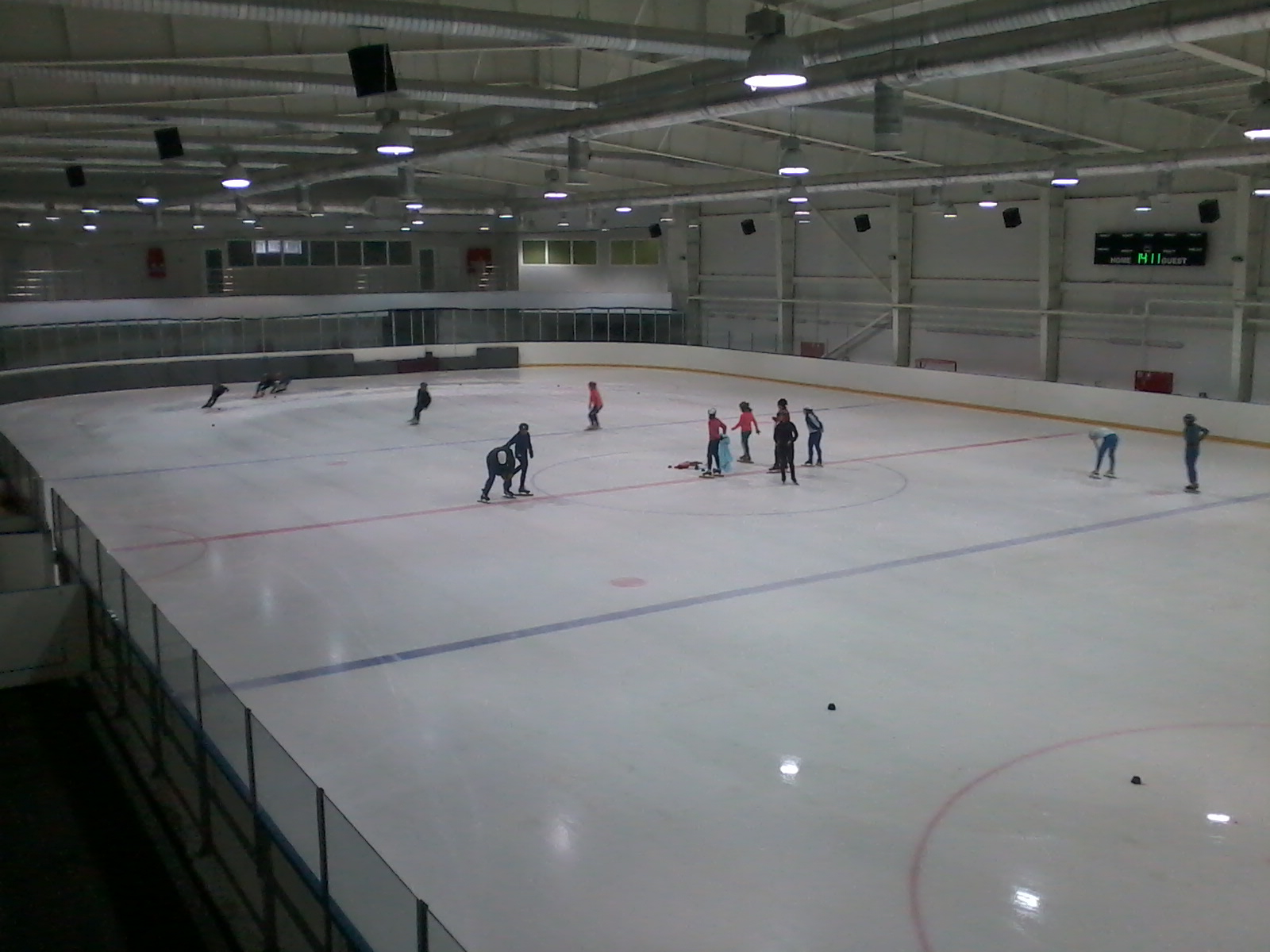
Інтер'єр